# Xingu (film)
Xingu è un film del 2012 diretto da Cao Hamburger, che racconta la storia dei fratelli Orlando, Cláudio e Leonardo Villas Bôas, esploratori della regione brasiliana dello Xingu negli anni quaranta e ideatori del Parco Indigeno dello Xingu.